# Rudolf Weigl

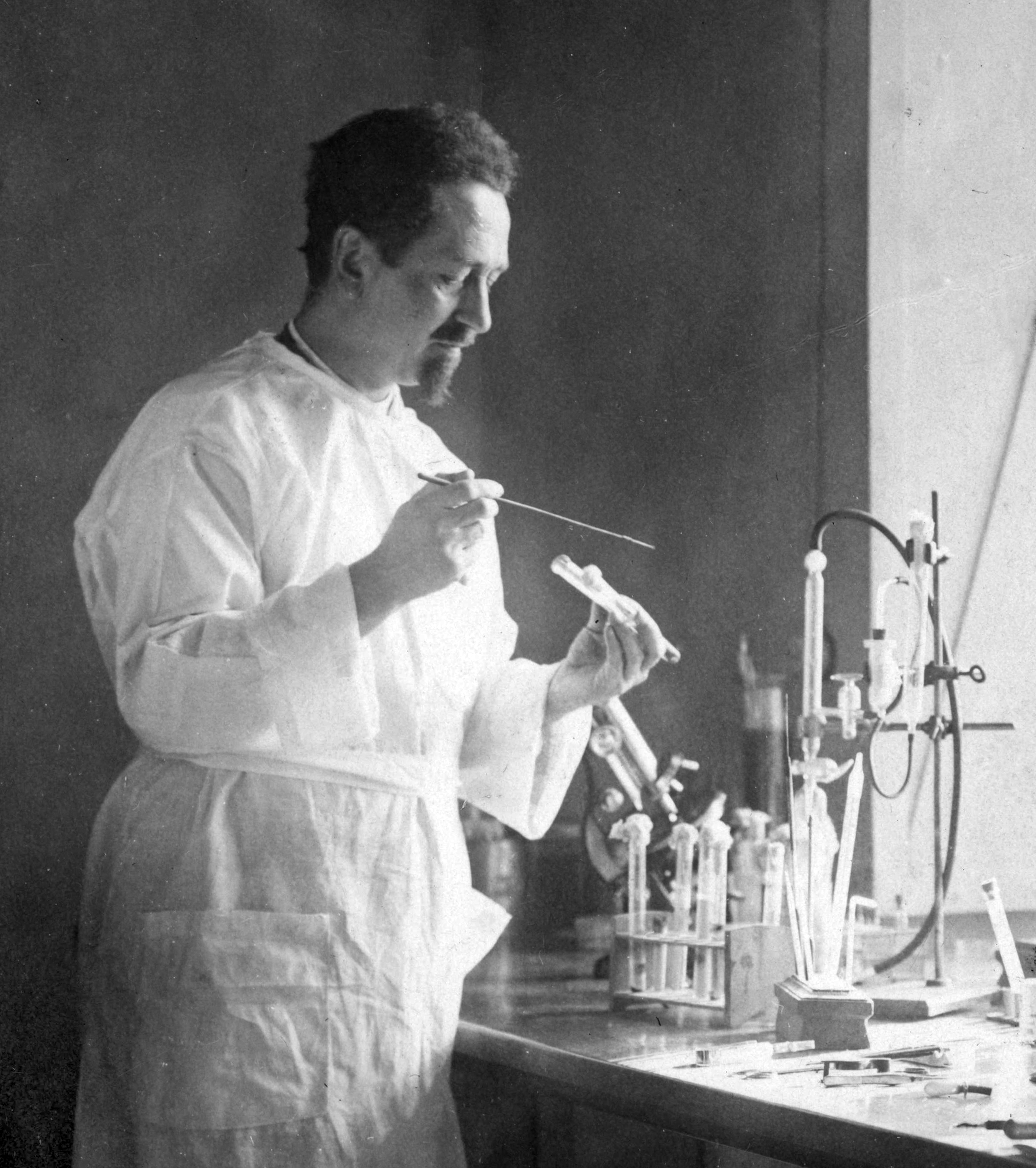
Rudolf Weigl nel suo laboratorio

Rudolf Stefan Jan Weigl (Přerov, 2 settembre 1883 – Zakopane, 11 agosto 1957) è stato un biologo polacco. Noto principalmente per aver sviluppato il primo vaccino efficace contro il tifo esantematico, realizzato riprendendo gli studi del francese Charles Jules Henri Nicolle, e per aver vinto il Premio Nobel per la medicina nel 1928. Nicolle è famoso per aver scoperto il meccanismo di trasmissione del tifo, dimostrando che la malattia è veicolata dai pidocchi. La sua ricerca ha avuto un impatto significativo sulla comprensione e la prevenzione di questa malattia infettiva.

## Biografia

### Giovinezza e vita familiare
Rudolf Stefan Weigl nacque il 2 settembre 1883 a Přerov, una cittadina originariamente tedesca che oggi fa parte della Repubblica Ceca. All'età di sette anni, perse il padre, un fabbricante di veicoli, a causa di un incidente in bicicletta. Successivamente, sua madre si risposò con un insegnante polacco, il quale, per motivi di lavoro, si spostò da una città all'altra fino a stabilirsi a Stryj. Dopo la maturità si iscrisse all'Università di Leopoli, dove nel 1907 si laureò in Scienze naturali ottenendo il dottorato sotto la guida dello zoologo Józef Nusbaum-Hilarowicz, un eminente traduttore polacco delle teorie di Darwin.

### Attività e incarichi
Nel 1914, Rudolf Weigl fu chiamato alle armi e lasciò Leopoli per entrare a far parte del corpo medico dell'esercito del kaiser Guglielmo II a Przemyśl, sotto la guida di Filip Eisenberg. Quest'ultimo, avendo ottenuto una cattedra all'Università Jagellonica, raccomandò che la direzione del laboratorio universitario fosse assunta proprio da Weigl. Il suo metodo per inoculare i pidocchi attirò l'attenzione delle autorità, tanto che negli ultimi anni della sua vita l'imperatore Francesco Giuseppe visitò le fortificazioni di Przemyśl, dove Weigl ebbe l'opportunità di illustrare al sovrano il laboratorio e le attività svolte al suo interno.Dopo l'addestramento a Vienna, gli fu affidato l'incarico di sviluppare in modo significativo la ricerca contro il tifo. Dal 1919, Weigl diresse il laboratorio militare a Przemyśl per conto dello stato polacco, contribuendo in modo determinante alla lotta contro questa malattia infettiva. Durante questo periodo, perfezionò la sua tecnica innovativa per la coltivazione del batterio responsabile del tifo, utilizzando i pidocchi come vettori. La sua ricerca non solo portò alla creazione di un vaccino efficace, ma anche a un significativo impatto sulla salute pubblica durante le epidemie che affliggevano la regione.
Nello stesso anno, Weigl fu coadiuvato nella sua ricerca da Ludwik Fleck e nel 1921, anno in cui sposò Zofia Kulikowska, fu nominato professore ordinario nel Dipartimento di Biologia generale dell'Università di Leopoli. Nel 1939, Weigl si recò a Stoccolma, dove tenne una serie di conferenze dinanzi alla società medica per condividere le sue ricerche. Nell'aprile dello stesso anno, l'università concesse a Weigl, Michał Martynowicze Anna Herzing un congedo retribuito per recarsi in Etiopia. Durante il viaggio, fecero tappa a Roma, dove papa Pio XII ricevette Weigl in udienza privata e lo nominò cavaliere di Gran Croce dell'Ordine di San Gregorio. Nel novembre del 1939, il professor Edmond Sergent, direttore dell'Istituto Pasteur di Algeri, gli offrì un posto nei suoi laboratori per continuare la produzione del vaccino anti-tifo, ma Weigl rifiutò. Nel 1940, Weigl ricevette la visita in laboratorio di Nikita Sergeevič Chruščёv, segretario del Partito comunista dell'Ucraina, che gli propose di ricoprire la cattedra di professore ordinario presso l'Accademia Sovietica di Medicina di Mosca. Anche questa volta, non colse tale opportunità. Durante gli anni più duri della storia della Polonia, Weigl si mantenne legato allo Stato segreto polacco, agli intellettuali anti-nazisti e anti-comunisti durante l'occupazione nazista e sovietica. Il suo istituto fu chiuso dagli invasori sovietici nel 1944, a un anno dalla fine della Seconda guerra mondiale.

### Dopoguerra e ultimi anni

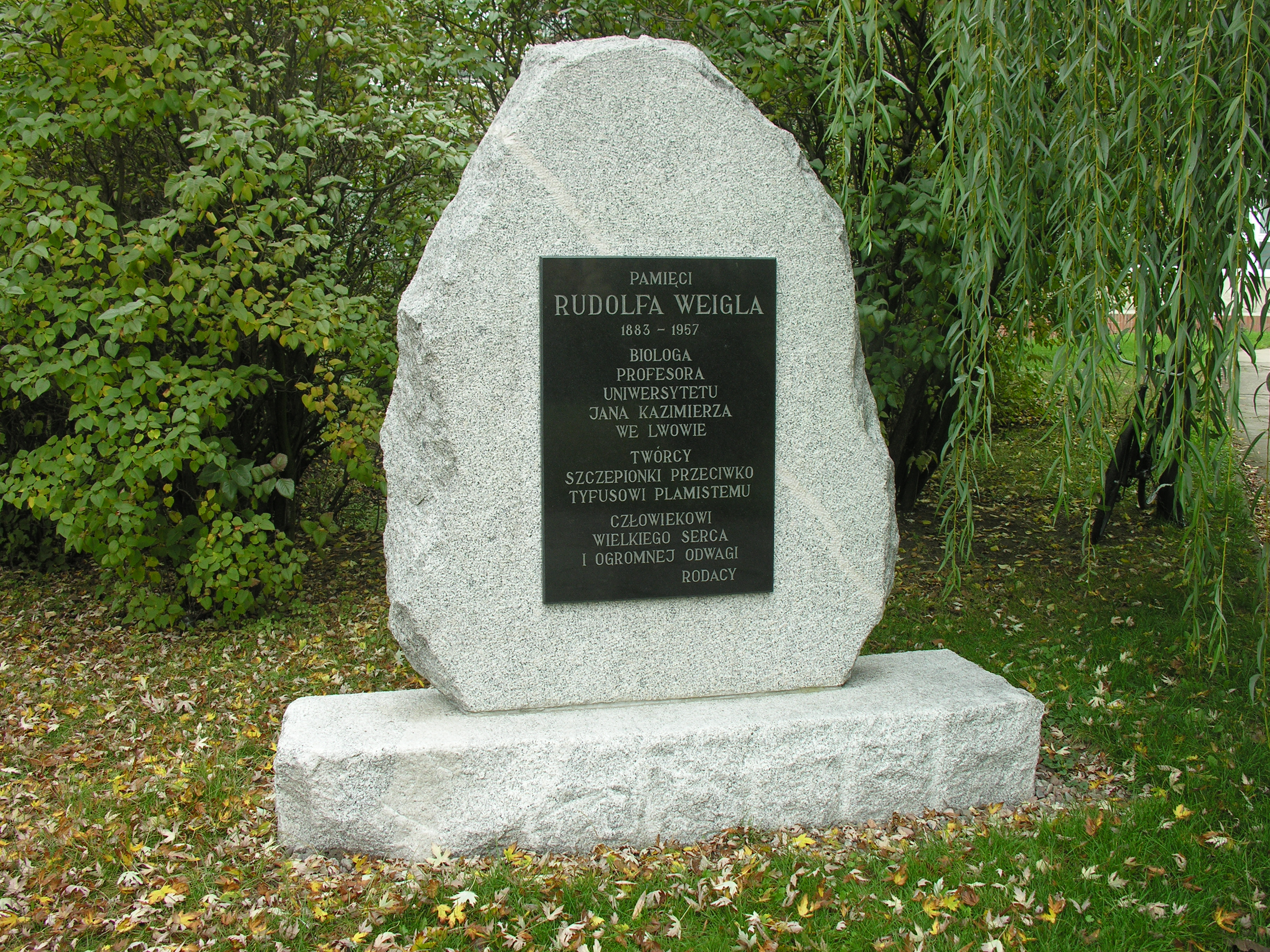
Monumento funebre di Weigl a Breslavia

Mentre i sovietici si avvicinavano a Leopoli, Weigl si ritirò nel borgo di Krościenko, ma diversi mesi dopo fu raggiunto da un drappello di soldati sovietici, accompagnati da un ufficiale del NKVD, che lo condusse a Cracovia.Nel 1945, gli fu offerta una cattedra all'Università Jagellonica, a condizione di tenere almeno cinque ore di lezione e due di laboratorio. Tuttavia, la mancanza di energie impedì a Weigl di accettare tale proposta. Si ritrovò a dover interagire con Zdzisław Przybyłkiewicz, un microbiologo che lui stesso aveva formato alla fine degli anni '30, ma del quale non nutriva una profonda stima; tanto che nel 1946 rifiutò di approvarne l'Habilitationsschrift, ovvero la tesi la cui discussione permette l'accesso all'insegnamento nelle università tedesche. Przybyłkiewicz trovò una fotografia di Weigl da lui firmata e recante la dedica: "Al mio giovane amico Hermann Eyer", il quale era stato arrestato con l'accusa di aver sottratto beni appartenenti ai polacchi; Przybyłkiewicz si servì di questa fotografia per accusare Weigl di collaborazionismo. Da quel momento in poi, Weigl iniziò a godere di una cattiva fama, causata soprattutto dal risentimento nutrito da molti membri della cerchia di Leopoli nei confronti della sua seconda moglie, Anna Herzig, che andava assumendo nel laboratorio un ruolo amministrativo e scientifico sempre più rilevante. Nel 1948, Weigl fu trasferito all'Università di Medicina di Poznań, ma ben presto si ritirò dall'insegnamento. A Cracovia fondò un piccolo centro di ricerca per il proprio vaccino. Weigl morì per un attacco cardiaco l'11 agosto 1957, mentre stava trascorrendo un periodo di riposo a Zakopane, sui Carpazi.

## Rapporti con i Nazisti
I rapporti con il Terzo Reich iniziarono nel luglio del 1941, quando il comando tedesco fece setacciare i quartieri più altolocati di Leopoli, prendendo in ostaggio 52 persone, tra professori universitari e loro parenti stretti, molti dei quali furono fucilati. Quella notte, Weigl fu svegliato dai colpi di fucile e assistette alle esecuzioni. Questo evento lo portò a decidere di collaborare con la Germania; si trovò di fronte a due scelte difficili: il suicidio o la collaborazione. Weigl produsse il suo vaccino per l'esercito tedesco, il cui corpo medico aveva come principale obiettivo la protezione dei combattenti tedeschi. Fritz Katzmann, il tenente generale delle SS, offrì a Weigl una cattedra universitaria a Berlino, ma rifiutò la proposta, poiché sarebbe stato un atto di slealtà verso il popolo polacco. L'impiego reale o fittizio presso l'istituto offriva un salvacondotto al personale del laboratorio, minacciato dalla morte, dalla fame o dalla deportazione nei campi di lavoro in Germania. Infatti, ogni volta che un polacco si trovava in pericolo a Leopoli, l'istituto era pronto ad offrirgli protezione. Si stima che tra le 1.200 e le 3.000 persone lavorarono presso l'istituto, tra cui romanzieri, insegnanti di scuola superiore e musicisti, come il poeta Zbigniew Herbert, il musicista Stanisław Skrowaczewski e il sociologo Józef Chałasiński. I polacchi che lavoravano per Weigl sopravvissero grazie alle epidemie di tifo che infuriavano sul fronte orientale, poiché i nazisti non potevano fare a meno del suo vaccino. In genere, la semplice esibizione dell'Ausweis, ovvero il documento che attestava il lavoro nel laboratorio, era sufficiente a liberare il suo detentore da ogni fastidio, soprattutto durante i controlli di routine, che spesso rappresentavano l'anticamera della morte o della deportazione.

## Il Vaccino
Il suo vaccino, testato inizialmente sui pidocchi attorno al 1933, fu prodotto su larga scala tra il 1936 e il 1943 e usato dai missionari belgi in Cina; tuttavia, fu inizialmente molto difficile non solo produrlo per questioni economiche, ma anche utilizzarlo per questioni sanitarie. A differenza del precedente vaccino, ricavato da Herald Reah Cox dal tuorlo delle uova, quello di Weigl risultò molto più efficace.

### Realizzazione delle colture del batterio

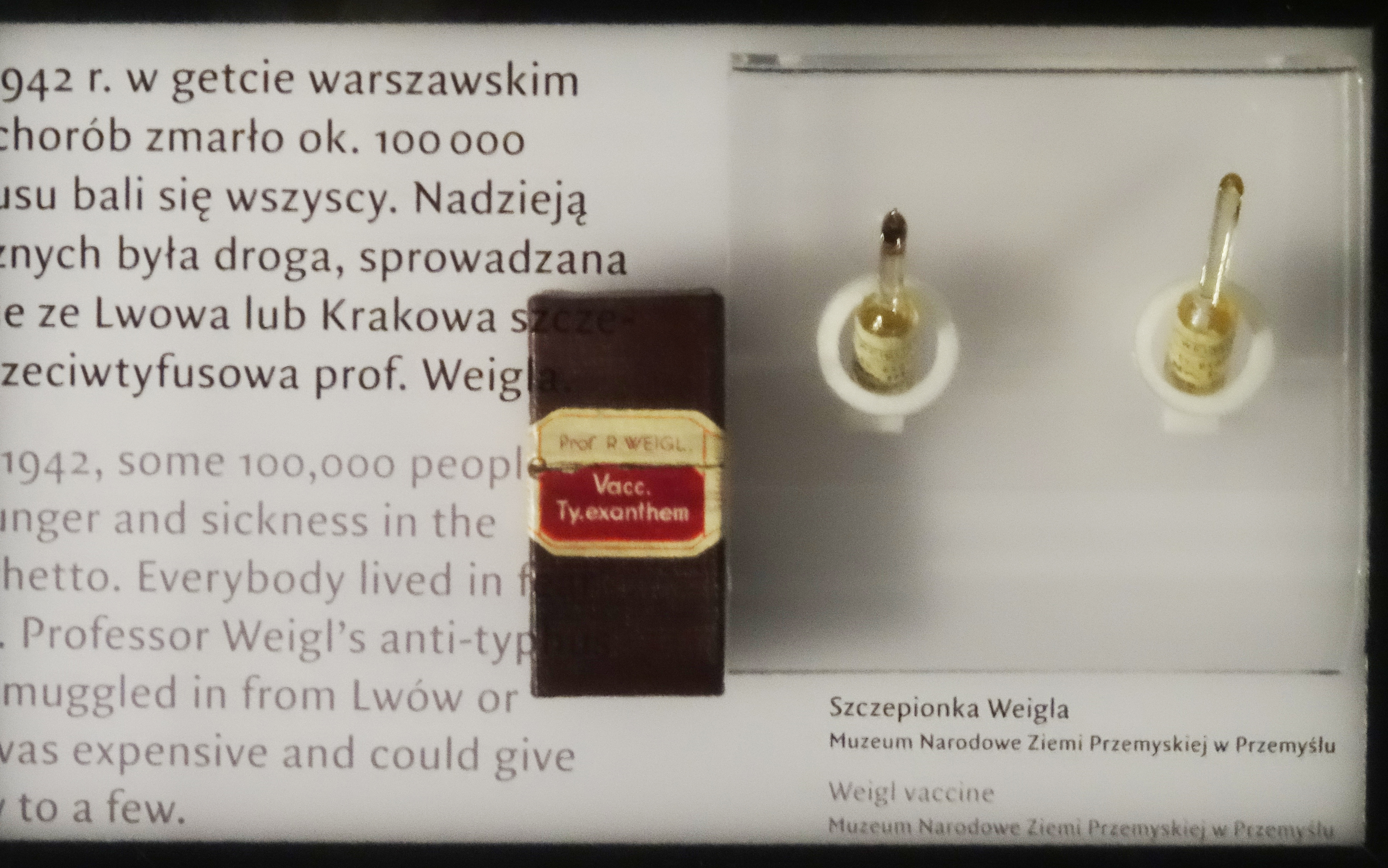
Dosi del vaccino ideato da Weigl

Weigl fu il primo a creare colture del batterio, Rickettsia prowazekii, responsabile del tifo. Mostrò questa tecnica di coltivazione per la prima volta al suo superiore Eisenberg: si servì di una pipetta di vetro lunga e sottile e, immobilizzato un pidocchio con un pezzo di carta assorbente, procedette a infilargliela nell'ano e a iniettargli una microscopica gocciolina d'acqua. Inizialmente le larve, fatte nascere in armadietti a temperatura controllata, venivano messe in gabbiette grandi affinché si nutrissero di sangue umano due volte al giorno per dieci giorni. Il passo successivo consisteva nell'iniettare nel retto dei pidocchi sani un impasto diluito degli intestini dei pidocchi contaminati dal tifo. In un primo momento ciò veniva fatto a mano, ma Weigl meccanizzò la tecnica fissando le pipette a una pompa idraulica a pedale che spruzzava una micro goccia dell'emulsione nel retto del pidocchio. Con questo meccanismo, egli riusciva a immobilizzare fino a cinquanta pidocchi per volta che, dopo cinque giorni, si gonfiavano e diventavano color rubino. Ciò significava che l'aumento della popolazione batterica delle cellule che ne rivestivano gli intestini aveva fatto sì che queste ultime riversassero nell'addome il sangue umano non digerito o che addirittura scoppiassero, rendendo gli insetti incapaci di digerire altro sangue fresco.

### Preparazione del vaccino
I pidocchi deponevano le uova su piccoli riquadri di stoffa, ottenuti ritagliando uniformi della Wehrmacht. Ciascun riquadro veniva inserito in una provetta appositamente progettata, dove era mantenuto sospeso a metà altezza per mezzo di un parziale restringimento del vetro e di un pezzo di cotone. Dopo l'incubazione, nel giro di pochi giorni le larve uscivano dal guscio, cadevano dai riquadri di stoffa e finivano sul fondo della provetta. Ogni provetta generava circa 800 larve, formando una sfera giallastra e pulsante, di dimensioni simili a quelle di una caramella, che veniva trasferita in gabbiette di legno. Queste ultime venivano rimosse e gli insetti riportati ai preparatorzy (dissettori), i quali estraevano gli intestini pieni di sangue con una piccola lancetta, li trituravano e omogeneizzavano in un mortaio, li centrifugavano per eliminare i frammenti cellulari e li diluivano in una soluzione salina contenente una quantità di fenolo sufficiente a uccidere i batteri. Questi, una volta morti, non erano più in grado di contagiare una persona, ma le proteine iniettate in essi stimolavano il sistema immunitario dell'individuo vaccinato, proteggendolo dal tifo.

### Somministrazione del vaccino
La prima serie di vaccinazioni concepita da Weigl conteneva l'estratto di 350 intestini di pidocchi, quantità poi ridotta, nel 1935, a 90 intestini somministrati in tre dosi. Il vaccino poteva essere conservato in frigorifero per tre anni; l'immunità durava almeno un anno a partire dall'assunzione dell'ultima dose.

## Riconoscimenti
Weigl fu insignito dalle autorità cittadine di Leopoli del Premio Leopoli, che ammontava a diecimila zloty, spesi per la maggior parte per la ristrutturazione del laboratorio. Nel 2000 venne eretto un suo busto nella facoltà di Medicina dell'Università di Breslavia e nella stessa città gli fu intitolata una via. Nel 2002, Wacław Szybalski istituì in suo onore un congresso scientifico biennale ucraino-polacco.
Weigl è stato continuamente nominato per un premio Nobel negli anni 1930-1934 e 1936-1939. Nonostante queste nomination, non ha mai ricevuto un premio Nobel per i suoi risultati con i vaccini o per il lavoro sociale.
Mezzo secolo dopo la sua morte, la ricerca, il lavoro e il servizio di Weigl sono stati riconosciuti da molti. Nel 2003 è stato insignito del titolo di Giusto tra le nazioni. Questo premio è stato assegnato da Israele e ha commemorato il suo lavoro per aver salvato innumerevoli vite ebraiche durante la seconda guerra mondiale.